# 1395 هـ

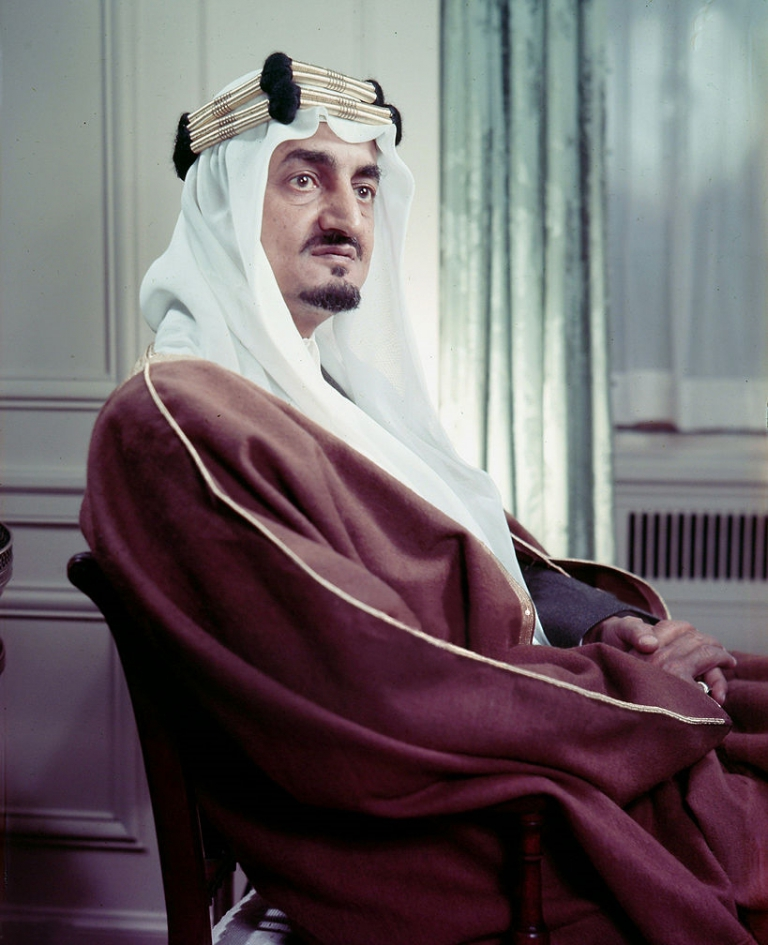
الملك فيصل بن عبد العزيز آل سعود ثالث ملوك المملكة العربية السعودية.

1395 هـ هي سنة في التقويم الهجري امتدت مقابلةً في التقويم الميلادي بين سنتي 1975 و1976.

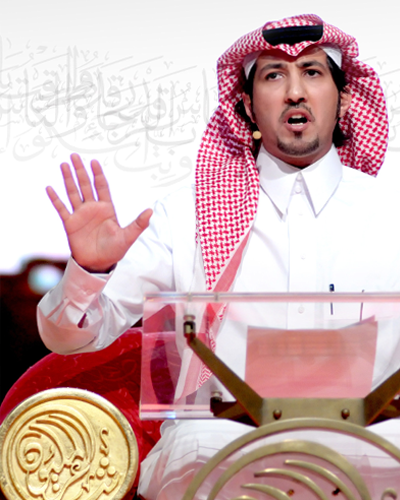
زياد بن نحيت

## أحداث
- حادثة منى 1395هـ
- تأسيس الهيئة الملكية للجبيل وينبع
- تأسيس نادي جدة الأدبي
- تأسيس نادي الرياض الأدبي
- تأسيس نادي مكة الأدبي
- تأسيس نادي المدينة الأدبي
- تأسيس نادي الطائف الأدبي

## مواليد
- هشام الصالح
- إدريس أبكر
- زياد بن نحيت
- شيرين حطاب
- عبير أحمد
- مستورة الأحمدي
- وليد إسماعيل

## وفيات
- فيصل بن عبد العزيز آل سعود، ملك المملكة العربية السعودية الثالث.
- فيصل بن مساعد بن عبد العزيز آل سعود، أحد أبناء الأمير مساعد.
- سلطان بن سعود بن عبد العزيز آل سعود، أحد أبناء الملك سعود.
- شكر الله الجر
- عارف النكدي
- عبد الرحمن تاج
- علي شريعتي
- محمد هادي الميلاني
- محمد حسين ركن زادة، صحفي ولغوي وكاتب وشاعر إيراني.
- أحمد زكي عاكف
- عمر بن حسن آل الشيخ